# Kabát
I Kabát sono un gruppo hard rock della Repubblica Ceca, nato nel 1983.
Hanno rappresentato il loro paese all'Eurovision Song Contest 2007, finendo ultimi in semifinale con un punto
Hanno venduto oltre un milione di dischi.

## Formazione

### Formazione attuale
- Josef Vojtek - voce
- Tomáš Krulich - chitarra e voce addizionale
- Milan Špalek - basso e voce addizionale
- Radek Hurčík alias Hurvajs - batteria
- Ota Váňa - chitarra e voce addizionale

## Discografia

### Album in studio
- 1991 - Má jí motorovou
- 1992 - Živě!
- 1993 - Děvky ty to znaj
- 1994 - Colorado
- 1995 - Země plná trpaslíků
- 1997 - Čert na koze jel
- 1999 - MegaHu
- 2000 - Go satane go
- 2001 - Suma Sumárum
- 2003 - Dole v dole
- 2006 - Corrida (EMI)
- 2010 - Banditi di Praga

### DVD
- 2002 - Best of video - Koncert Praha GSG Tour (EMI)
- 2004 - Kabát Live 2003 - 2004, 2DVD (EMI)

### Singoli
- 1989 - S čerty tancoval
- 1994 - Jak ti šlapou Kabáti
- 1996 - Mistři světa (EMI)
- 1999 - Učitel (Kabát)|Učitel (EMI)
- 2003 - Stará Lou (EMI)
- 2007 - Mala' Dama (EMI)